# Velocifero
Velocifero é o quarto álbum de estúdio do grupo Ladytron e o primeiro com a sua nova gravadora, a Nettwerk.
A música "Black Cat" foi lançada oficialmente para download gratuito no site oficial do grupo. Depois do lançamento do álbum, eles anunciaram que "Ghosts" seria o primeiro single. O álbum está disponível para downloads no iTunes desde o dia 19 de maio de 2008. Foi lançado oficialmente no dia 2 de junho no Reino Unido e dia 3 de junho para outros sites de downloads e no resto do mundo.
As músicas "Black Cat" e "Kletva" são cantadas em búlgaro, língua de Mira Aroyo, uma das integrantes do grupo.
A música "Runaway" está presente na trilha sonora do FIFA 09. A música "Ghosts" faz parte de mais três jogos da EA Games, The Sims 2: Apartment Life, The Sims 3 e Need For Speed: Undercover. "Ghosts" Também está presente na trilha sonora do jogo LittleBigPlanet, bem como no filme Sorority Row, e nos comerciais de divulgação para a edição de 2010 do Jameson Dublin International Film Festival.

## Faixas
1. "Black Cat" – 5:09
2. "Ghosts" – 4:43
3. "I'm Not Scared" – 3:58
4. "Runaway" – 4:50
5. "Season of Illusions" – 4:02
6. "Burning Up" – 4:08
7. "Kletva" – 2:43
8. "They Gave You a Heart, They Gave You a Name" – 3:29
9. "Predict the Day" – 4:25
10. "The Lovers" – 2:39
11. "Deep Blue" – 5:03
12. "Tomorrow" – 3:36
13. "Versus"  – 5:44